# Estação Owings Mills
Owings Mills é uma estação metroviária da linha única do Metrô de Baltimore (linha verde).
A estação foi inaugurada em 1987. A sua plataforma é central, em forma de ilha, com duas linhas passando pela laterais.
Próximo a estação fica a Owings Mills Town Center.